# Episodi di Alcatraz
La prima e unica stagione della serie televisiva Alcatraz, composta da 13 episodi, è stata trasmessa in prima visione assoluta negli Stati Uniti d'America da Fox dal 16 gennaio al 26 marzo 2012.
Negli Stati Uniti, l'episodio Clarence Montgomery inizialmente era stato programmato per il 27 febbraio 2012, costituendo così l'ottavo della stagione, ma la rete decise di trasmetterlo con due settimane di ritardo, come decimo episodio. Ciò a causa dell'imprevisto spostamento della competizione automobilistica Daytona 500, inizialmente prevista per il 26 febbraio e trasmessa dallo stesso canale, allo stesso giorno e orario della serie televisiva.
In Italia la stagione è stata trasmessa in prima visione dal canale pay Premium Crime dal 30 gennaio al 16 aprile 2012; sempre il 30 gennaio 2012, Mediaset Premium ha reso disponibili anche free to air su Premium Anteprima i primi due episodi della stagione. In chiaro, l'intera stagione è invece stata trasmessa da Italia 2 dal 20 febbraio al 3 aprile 2013.
| nº | Titolo originale    | Titolo italiano     | Prima TV USA     | Prima TV Italia  |
| -- | ------------------- | ------------------- | ---------------- | ---------------- |
| 1  | Pilot               | Jack Sylvane        | 16 gennaio 2012  | 30 gennaio 2012  |
| 2  | Ernest Cobb         | Ernest Cobb         | 16 gennaio 2012  | 30 gennaio 2012  |
| 3  | Kit Nelson          | Kit Nelson          | 23 gennaio 2012  | 6 febbraio 2012  |
| 4  | Cal Sweeney         | Cal Sweeney         | 30 gennaio 2012  | 13 febbraio 2012 |
| 5  | Guy Hastings        | Guy Hastings        | 6 febbraio 2012  | 20 febbraio 2012 |
| 6  | Paxton Petty        | Paxton Petty        | 13 febbraio 2012 | 27 febbraio 2012 |
| 7  | Johnny McKee        | Johnny McKee        | 20 febbraio 2012 | 5 marzo 2012     |
| 8  | The Ames Bros.      | I fratelli Ames     | 5 marzo 2012     | 19 marzo 2012    |
| 9  | Sonny Burnett       | Sonny Burnett       | 5 marzo 2012     | 19 marzo 2012    |
| 10 | Clarence Montgomery | Clarence Montgomery | 12 marzo 2012    | 26 marzo 2012    |
| 11 | Webb Porter         | Webb Porter         | 19 marzo 2012    | 2 aprile 2012    |
| 12 | Garrett Stillman    | Garrett Stillman    | 26 marzo 2012    | 9 aprile 2012    |
| 13 | Tommy Madsen        | Tommy Madsen        | 26 marzo 2012    | 16 aprile 2012   |

## Jack Sylvane
- Titolo originale: Pilot
- Diretto da: Danny Cannon
- Scritto da: Steven Lilien, Bryan Wynbrandt e Elizabeth Sarnoff

### Trama

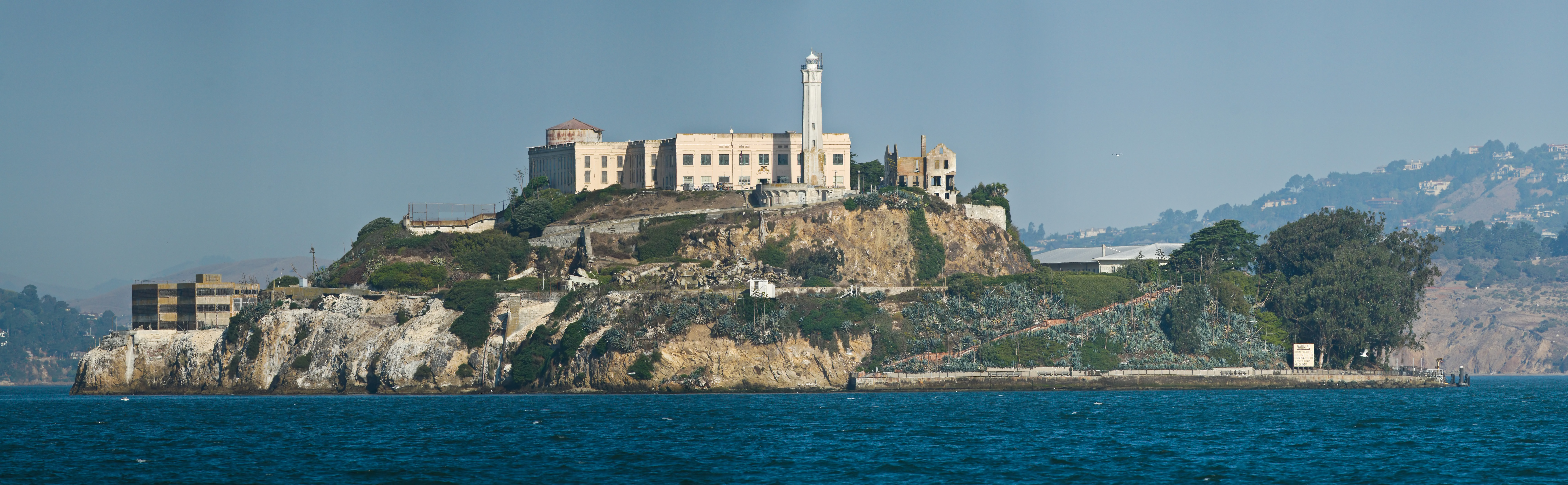
Veduta panoramica di Alcatraz

Alcatraz, 21 marzo 1963: 256 prigionieri e 46 guardie, ovvero tutte le persone che all'epoca si trovavano nella celebre prigione californiana, scompaiono improvvisamente. Allora, per coprire l'evento, venne dichiarato che per motivi economici la prigione era stata chiusa e i prigionieri trasferiti presso un altro istituto penitenziario. Nel presente, la detective Rebecca Madsen, del dipartimento di polizia di San Francisco, che recentemente ha perso il partner in azione, mentre entrambi inseguivano un sospetto, viene chiamata sulla scena di un omicidio. La vittima è Elijah Bailey Tiller, ex vice-direttore di Alcatraz poi divenuto agente federale; status che rende il caso di competenza dell'FBI. L'agente Emerson Hauser assume quindi la guida delle indagini, estromettendo Rebecca, che viene allontanata dalla scena del crimine in modo rude, ma non prima di aver preso un oggetto sul quale sono presenti le impronte del probabile assassino. L'agente Madsen analizza il reperto e identifica Jack Sylvane, ex prigioniero di Alcatraz. Poiché si sente emotivamente coinvolta in quanto suo zio, Ray Archer, che si è presa cura di lei dopo la morte dei genitori, e suo nonno, Thomas Madsen, erano state guardie carcerarie, Rebecca è determinata a proseguire le indagini nonostante il caso non sia più sotto la giurisdizione del suo dipartimento.
Per approfondire il legame tra Sylvane e Tiller, si reca quindi dal dott. Diego Soto, criminologo considerato esperto riguardo alla prigione di Alcatraz, sulla quale ha scritto diversi libri. Con Soto, Rebecca scopre non solo che Sylvane era stato dato per morto 30 anni prima, ma anche che è ricomparso non invecchiato neanche di un giorno rispetto ai tempi in cui era rinchiuso. Intanto, l'agente Hauser, preso atto dei progressi di Rebecca, decide di renderla partecipe nelle sue indagini, svolte con l'aiuto della sua fidata assistente Lucy Banerjee. È Emerson Hauser a rivelarle quindi la verità sulla chiusura di Alcatraz, spiegandole come le guardie e i detenuti non furono trasferiti ma scomparvero misteriosamente nel nulla. Rebecca apprende che lo stesso Hauser era una delle guardie, non in servizio al momento della scomparsa, che da allora ha dedicato tutta la sua vita per prepararsi al momento in cui sarebbero tornati. Sylvane non è altro quindi che uno di una lunga serie di pericolosi criminali che stanno per ritornare in libertà nelle strade di San Francisco. Tra questi, vi è anche Thomas Madsen, che Rebecca scopre non essere una guardia, come credeva, ma uno dei detenuti; lo stesso uomo, inoltre, che stava inseguendo quando il suo partner è rimasto ucciso. Analizzando il passato di Jack Sylvane, che nel frattempo ha ucciso anche Barclay Flynn, al quale ha sottratto una misteriosa chiave, Rebecca e Soto intuiscono quale possa essere un suo potenziale bersaglio: il fratello Alan, che sposò sua moglie dopo che era stato dato per morto. L'intuizione si rivela esatta: Sylvane ha rapito il fratello e si è fatto portare nel cimitero dove è seppellita la sua ex moglie, ora deceduta. Qui sarà arrestato e condotto dall'agente Hauser in una speciale e nascosta struttura carceraria.
- Guest star: David Hoflin (Thomas "Tommy" Madsen), Jeffrey Pierce (Jack Sylvane), Leon Rippy (dott. Beauregard, medico della prigione negli anni sessanta).

## Ernest Cobb
- Titolo originale: Ernest Cobb
- Diretto da: Jack Bender
- Scritto da: Alison Balian

### Trama
Un uomo, armato di una carabina Winchester modello 70, spara e uccide diverse persone nei pressi di un parco giochi. Si tratta di Ernest Cobb, uno dei prigionieri scomparsi da Alcatraz nel 1963. È un serial killer il cui modus operandi è costituito dal compiere tre sparatorie, una al giorno, prima di trasferirsi in un'altra città. Le vittime, secondo la sua documentazione, sono scelte casualmente. Inizia quindi una corsa contro il tempo in cui l'agente Hauser, la sua assistente Lucy, l'agente Madsen e il dott. Soto devono individuare e catturare Cobb prima che si trasferisca senza lasciare tracce. Con l'aiuto di telecamere di videosorveglianza risalgono a un hotel nel quale Cobb potrebbe risiedere. Rebecca, Lucy e Diego Soto si recano sul posto, ma finiscono in quella che sembra una trappola: da un altro edificio Cobb spara all'assistente dell'agente Hauser ferendola gravemente. Lucy Banerjee viene immediatamente soccorsa e riuscirà a salvarsi la vita, ma non a evitare il coma. Mentre lei viene ricoverata, Rebecca cerca di capire cosa rappresentino le vittime per Cobb.
Con l'aiuto del dott. Soto scopre che Cobb, dopo essere cresciuto in un orfanotrofio, è andato alla ricerca della propria madre e, dopo averla trovata, quest'ultima, madre di una ragazza adolescente, lo ha respinto. Probabilmente per questo, tra le vittime, vi è sempre una giovane donna. Rebecca scopre anche che, durante il periodo di reclusione, Cobb si era fabbricato un cannocchiale e osservava ogni giorno una precisa parte di San Francisco; quella che potrebbe essere il luogo della terza e ultima sparatoria prima di lasciare la città. Nel frattempo, in un parcheggio, Ernest Cobb aveva infatti già colpito una seconda volta. Rebecca Madsen e Emerson Hauser si recano quindi in quella zona e individuano l'edificio più alto: Cobb si trova sul tetto e sta prendendo la mira per uccidere ancora. Insieme, riescono a disarmarlo e ad arrestarlo. L'agente Hauser, mentre Cobb era ormai già stato neutralizzato, gli spara alla mano usata per sparare, per assicurarsi che in ogni caso non ritorni a uccidere con un fucile. Anche Cobb, come era stato per Sylvane, nel frattempo sottoposto a un inutile interrogatorio, viene incarcerato nella segreta struttura penitenziaria. I due, per ora i soli a essere detenuti, hanno l'occasione di incrociarsi e riconoscersi a vicenda. Nel finale, in un flashback, si vede Lucy nel 1960 operare per conto dell'allora direttore del carcere con il nome di Lucille Sengupta.
- Guest star: Joe Egender (Ernest Cobb), Jeffrey Pierce (Jack Sylvane).

## Kit Nelson
- Titolo originale: Kit Nelson
- Diretto da: Jack Bender
- Scritto da: Jennifer Johnson

### Trama
Un bambino di undici anni, Dylan, viene rapito di notte dalla sua abitazione; il giorno seguente sul suo letto viene rinvenuto un fiore di crisantemo. Ascoltando l'accadimento sulle frequenze radio della polizia, il dottor Soto riconosce immediatamente il modus operandi di Kit Nelson, uno dei detenuti di Alcatraz negli anni sessanta. Mentre Lucy è ancora in coma, Soto, Rebecca e l'agente Hauser si mettono quindi sulle tracce di Nelson, che ha l'abitudine di rapire bambini di undici anni, età della sua prima vittima, nonché fratello minore, per poi ucciderli 48 ore dopo riportandoli sul luogo del rapimento.
Hauser, disposto a sacrificare la vita del bambino, è intenzionato a tendergli una trappola presso l'abitazione della vittima; atteggiamento inaccettabile per Rebecca e, soprattutto, per Soto, che si immedesima nel bambino in quanto anche lui da bambino aveva vissuto un'esperienza simile. Grazie a una sua intuizione, Nelson viene localizzato presso una torteria, ma riesce tuttavia a fuggire tenendo in ostaggio il bambino. In seguito, approfondendo il passato del rapitore, viene individuato il suo probabile nascondiglio: un rifugio anti-atomico costruito più di 30 anni prima dalla ditta nella quale lavorava. Quando Rebecca, Soto e l'agente Hauser giungono sul posto, Dylan sta provando a scappare da Nelson, che riesce però a fermarlo e immobilizzarlo, pur essendo disarmato. Approfittando di quest'ultimo fattore, l'agente Hauser gli spara e lo uccide prima che possa nuocere al bambino o provare a fuggire di nuovo. Il suo corpo viene quindi portato nella prigione segreta dove sono già rinchiusi Sylvane e Cobb. Qui, Hauser lo affida al dottor Beauregard, lo stesso medico che operava ad Alcatraz negli anni sessanta.
- Guest star: Michael Eklund (Kit Nelson), Rebecca Field (Kathy Callahan), David Hoflin (Thomas "Tommy" Madsen), Leon Rippy (dott. Beauregard), Will Shadley (Dylan).

## Cal Sweeney
- Titolo originale: Cal Sweeney
- Diretto da: Brad Anderson
- Scritto da: Robert Hull

### Trama
Quando due banche, a distanza di pochi giorni, vengono rapinate da un individuo che prende di mira solo le cassette di sicurezza, senza curarsi del caveau, Rebecca, Soto e l'agente Hauser riconoscono il modus operandi di Cal Sweeney, uno dei detenuti di Alcatraz scomparso nel 1963. L'uomo, per eseguire i suoi colpi, usa corteggiare una delle donne che lavorano presso le banche prese di mira, per poi, una volta guadagnata la loro fiducia, farsi accompagnare presso la stanza dove sono ubicate le cassette di sicurezza allo scopo di condividere momenti di intimità. Qui Sweeney le stordisce iniettando con una siringa sostanze non letali, per poi scassinare le cassette.
Osservando le registrazioni delle telecamere di sicurezza, Rebecca si accorge che Sweeney mandava alle impiegate fiori provenienti dallo stesso negozio. Raggiunto quest'ultimo, si scopre l'identità di una terza donna alla quale Sweeney aveva commissionato l'invio di fiori contemporaneamente alle impiegate delle banche già rapinate: in tal modo viene individuata la probabile prossima banca a essere colpita. Mentre Rebecca, Soto e Hauser si recano sul posto, Sweeney stava già compiendo la rapina, stavolta non andata secondo i piani, ed era quindi rimasto nella banca con degli ostaggi mentre l'esterno dell'edificio veniva circondato dalla polizia. Hauser, che vuole proteggere la vera identità di Sweeney, chiede quindi a Rebecca di aiutare il rapinatore a fuggire. Grazie alle conoscenze di Soto, Rebecca riesce nella missione, portandolo lontano dal luogo con un'auto della polizia, all'interno della quale riuscirà poi a neutralizzarlo ammanettandolo. Anche Sweeney, come già aveva fatto Sylvane, era nel frattempo entrato in possesso di una misteriosa chiave. Mentre Hauser prova con una squadra di esperti a scoprire quale porta aprono, in un flashback si vede il direttore della prigione di Alcatraz nel 1960 aprire usando anche quelle chiavi una misteriosa porta nei sotterranei dell'istituto, nei quali aveva condotto un detenuto, Harlan, reo di aver tentato di diventare leader del traffico di contrabbando della prigione, fino ad allora gestito da Sweeney.
- Guest star: Steven Grayhm (Harlan), Geri Jewell (Geri Tiller), Eric Johnson (Cal Sweeney), Leon Rippy (dott. Beauregard).

## Guy Hastings
- Titolo originale: Guy Hastings
- Diretto da: Charles Beeson
- Scritto da: Steven Lilien e Bryan Wynbrandt

### Trama
Guy Hastings è la prima guardia carceraria, tra quelle scomparse dalla prigione di Alcatraz nel '63, a riapparire nel presente. Guy, dopo aver aggredito un ranger, attira le attenzioni del team guidato dall'agente Hauser, che si mette sulle sue tracce. Hastings sembra avere una missione da compiere su ordine degli imprecisati responsabili della scomparsa collettiva del '63: trovare Tommy Madsen. L'ex carceriere, che era stato ufficiale istruttore addestrando lo zio di Rebecca Ray Archer, va a trovare quest'ultimo credendo che possa sapere dove Tommy si nasconda. Ray era infatti solito proteggere Tommy nella prigione; i due erano fratelli e Ray aveva cambiato il suo cognome proprio per farsi trasferire ad Alcatraz e prendersi cura del fratello incarcerato. Lo zio surrogato di Rebecca è quindi in realtà il suo zio naturale.
Rebecca, analizzando alcune vecchie foto di Ray con Soto, riesce a localizzare il luogo dove Tommy può essere nascosto e dove quindi può essere diretto Hastings: l'abitazione in cui è cresciuto con il fratello. Qui troverà infatti Guy con Ray ammanettato e riuscirà ad arrestarlo grazie anche al supporto dell'agente Hauser, arrivato anche lui sul posto. Rebecca si renderà conto quindi che suo nonno ha un imprecisato importante ruolo nella vicenda e probabilmente è per questo che Hauser l'ha accolta nella sua squadra. Nel finale si vede Tommy presentarsi da Ray per chiedergli aiuto, ma quest'ultimo lo scaccia rudemente invitandolo a non farsi rivedere mai più per evitare di mettere in pericolo con la sua presenza Rebecca.
- Guest star: Robbie Amell (Ray Archer negli anni sessanta), David Hoflin (Thomas "Tommy" Madsen), Jim Parrack (Guy Hasting), Leon Rippy (dott. Beauregard).

## Paxton Petty
- Titolo originale: Paxton Petty
- Diretto da: Paul Edwards
- Scritto da: Steven Lilien, Bryan Wynbrandt e Robert Hull (sceneggiatura); Jennifer Johnson (soggetto)

### Trama
Paxton Petty, scomparso da Alcatraz nel marzo 1963, riappare nel presente e ricomincia la sua attività criminale da bombarolo: colloca in diversi punti della città delle mine anti-uomo e chiede alle autorità denaro in cambio della rivelazione dei luoghi minati; dal suo punto di vista un riconoscimento per il servizio svolto da militare nella guerra di Corea. L'uomo utilizza lo stesso schema già usato in passato, ovvero una tecnica militare usata per evitare di dimenticarsi i luoghi minati e indicarli facilmente ai propri compagni: viene usata una canzone, dove, secondo uno schema preciso, delle parole indicano dove sono state nascoste le mine. Negli anni sessanta lo schema di Petty era già stato decifrato da Lucy, così Hauser riesce a individuare i prossimi luoghi in cui l'uomo sta per piazzare le bombe. Agendo da solo senza rivelare i dettagli a Rebecca e Soto, mandati a uno dei potenziali obiettivi di Petty, finisce però per rimanere bloccato in un campo minato, consentendo al ricercato di fuggire e recarsi al suo prossimo bersaglio. Qui, trova Soto e Rebecca ad attenderlo, con quest'ultima che riesce ad arrestarlo. Dopo aver appreso anche lei lo schema di Petty, individua l'agente Hauser, rimasto con il piede sopra una mina innescata, dalla quale sarà liberato grazie all'intervento dell'artificiere esperto Matt Tanner, amico di Rebecca, che però rimarrà ucciso dalla stessa mina.
Nel frattempo, in alcuni flashback, viene mostrato come Hauser aveva conosciuto Lucy negli anni sessanta, quando quest'ultima aveva appena iniziato a lavorare per il direttore Coyne e Hauser era un agente del dipartimento di polizia di San Francisco che si era occupato del trasferimento di un detenuto, proprio Paxton Petty, ad Alcatraz, avendo così occasione di incontrare Lucy e rimanerne affascinato. Nel presente, Hauser dopo aver appreso che Lucy è ancora in coma senza dare segni di miglioramento, la fa dimettere affidandola direttamente alle cure del dottor Beauregard.
- Guest star: Mehcad Brooks (Matt Tanner), David Hoflin (Thomas "Tommy" Madsen), James Pizzinato (Paxton Petty), Leon Rippy (Milton Beauregard), Jeananne Goossen (Nikki), Greyston Holt (Emerson Hauser negli anni sessanta).

## Johnny McKee
- Titolo originale: Johnny McKee
- Diretto da: Brad Turner
- Scritto da: Toni Graphia

### Trama
Johnny McKee, nel 1963 detenuto ad Alcatraz accanto alla cella di Jack Sylvane, ritorna a piede libero nella città di San Francisco, dove ricomincia a uccidere persone utilizzando sostanze chimiche. Hauser, Rebecca e Soto riescono a rintracciare il luogo da lui usato come laboratorio, qui trovano gli indizi, legati all'ammirazione del ricercato verso le opere di Jules Verne, che li conducono presso il suo prossimo bersaglio: la metropolitana della città. Quando arrivano sul posto, McKee ha già bloccato uno dei treni, dove ha iniziato a liberare del gas nocivo. Con l'assistenza del personale della stazione metropolitana, riusciranno a salvare i passeggeri, mentre McKee rimane folgorato in modo non letale mentre tenta la fuga; l'uomo sarà quindi arrestato e portato presso la prigione segreta dove sono rinchiusi Sylvane e gli altri ex detenuti di Alcatraz misteriosamente scomparsi quasi 50 anni prima.
- Guest star: Jeffrey Pierce (Jack Sylvane), Leon Rippy (Milton Beauregard), Adam Rothenberg (Johnny McKee), Garry Chalk (Mikey Cullen), Jeananne Goossen (Nikki).

## I fratelli Ames
- Titolo originale: The Ames Bros.
- Diretto da: Nick Copus
- Scritto da: Robert Hull

### Trama
I due fratelli, insieme a un agente carcerario che negli anni 60 aiutò i due nell'inutile tentativo di recuperare l'oro della guerra civile che, secondo la leggenda, era nascosto nella prigione di Alcatraz, ricompaiono per compiere l'operazione fallita in passato. Invano fu anche questo secondo tentativo; dopo una serie di sparatorie e inseguimenti nei sotterranei, disarmato l'agente e uccisi i due l'episodio si conclude con un particolare interrogatorio al sopravvissuto dei tre.
- Guest star: Robbie Amell (giovane Ray Archer), David Hoflin (Tommy Madsen), Leon Rippy (Milton Beauregard), Graham Shiels (Pinky Ames), Travis Aaron Wade (Herman Ames), Frank Whaley (Officer Donovan)

## Sonny Burnett
- Titolo originale: Sonny Burnett
- Diretto da: Paul Edwards
- Scritto da: Toni Graphia

### Trama
Sonny Burnett, rinchiuso ad Alcatraz nel 1960 per il rapimento di persone benestanti, ricompare a giorni nostri, intenzionato a vendicarsi del direttore Tiller per il trattamento ricevuto nel passato. Il team scopre che il sangue prelevato ai prigionieri nel 1963 ha connessioni con i fatti che si stanno verificando nel presente. E il legame tra Rebecca, Ray e Tommy viene ulteriormente analizzato.
- Guest star: Wendy Crewson (Helen Campbell), Jeananne Goossen (Nikki), David Hoflin (Tommy Madsen), Leon Rippy (Milton Beauregard), Theo Rossi (Sonny Burnett)

## Clarence Montgomery
- Titolo originale: Clarence Montgomery
- Diretto da: Jack Bender
- Scritto da: Leigh Dana Jackson

### Trama
In questa puntata Rebecca, Soto e Hauser hanno a che fare con l'unico innocente di Alcatraz, Clarence Montgomery, all'epoca accusato di avere ucciso sui campi da golf la figlia del proprietario della struttura, nonché sua fidanzata. Nel '63 Clarence fu condannato ingiustamente per colpa del problema razziale. Ritornato, però, ai giorni nostri Clarence inizia a uccidere, probabilmente a causa dell'elettro-shock subito 50 anni prima dal dottor Beauregard, e il trio riesce a incastrarlo rimettendolo nella sua cella. Alla fine della puntata sarà arrestato il vero colpevole del delitto del '63.
- Guest star: Mahershala Ali (Clarence Montgomery), Leon Rippy (Milton Beauregard), Glynn Turman (Emmitt Little), Ben Cotton (William Gant), Jeananne Goossen (Nikki).

## Webb Porter
- Titolo originale: Webb Porter
- Diretto da: Jack Bender
- Scritto da: Steven Lilien e Bryan Wynbrandt

### Trama
I tre protagonisti hanno a che fare con Webb Porter, un serial killer del 1963 che, tornato ai giorni nostri, riprende a uccidere giovani donne dalle lunghe chiome. Negli anni sessanta, Porter è stato aiutato dalla dottoressa Sengupta con la musicoterapia con dei risultati sorprendenti, che guarirono Porter dal disturbo che gli dava un ronzio costante nelle orecchie, diventando un bravissimo suonatore di violino; ai giorni nostri Porter dalle sue vittime, tutte donne, asporta i capelli per farne archetti per il suo violino. Intanto Hauser ha scoperto che è l'unico che potrebbe salvare la dottoressa, oggi in coma, con una trasfusione. Rebecca e Hauser riescono a prenderlo vivo, così può fare la trasfusione e salvare la dottoressa. Intanto Rebecca e Soto, visionando vecchi filmati del 1963, scoprono che Lucy è una di loro.
- Guest star: Rami Malek (Webb Porter)

## Garrett Stillman
- Titolo originale: Garrett Stillman
- Diretto da: Eagle Egilsson
- Scritto da: Leigh Dana Jackson e Coleman Herbert

### Trama
Lucy torna al lavoro nonostante Hauser sia preoccupato sui possibili effetti dell'argento colloidale. Nel frattempo Rebecca e il dottor Soto sono alle prese con un insolito e astuto rapinatore di banca che tenta, sotto il comando del suo mandante Tommy Madsen, di rubare la misteriosa chiave di Harlan Simmons. Grazie alla sua astuzia riesce nella missione, ma viene ucciso da Joseph Limerick.
- Curiosità: quando Garrett ruba il furgone porta-valori, sulla parte posteriore e anteriore di esso è possibile vedere il numero "481516", riferimento ai numeri di Lost (altra serie di J.J. Abrams).

## Tommy Madsen
- Titolo originale: Tommy Madsen
- Diretto da: Aaron Lipstadt
- Scritto da: Daniel Pyne e Jennifer Johnson

### Trama
Rebecca, Hauser e il dottor Soto sono sempre più vicini alla cattura di Tommy Madsen, attorno al quale si celano molti dei segreti di Alcatraz.
Hauser riesce ad aprire la porta misteriosa che si trova sotto Alcatraz. All'interno della stanza si trova, tra le altre cose, una grande mappa degli Stati Uniti d'America con dei segnalini che indicano i numeri matricolari dei detenuti e i relativi luoghi d'apparizione.
Rebecca viene pugnalata da Tommy Madsen e alla fine viene dichiarata la sua morte.